# Poder adquisitivo
El poder adquisitivo o poder de compra está determinado por los bienes y servicios que pueden ser comprados con una suma específica de dinero, dados los precios de estos bienes y servicios. Así, cuanto mayor sea la cantidad de bienes y servicios que pueden ser adquiridos con determinada suma de dinero, mayor será el poder adquisitivo de dicha moneda. Por ello, la medición del poder adquisitivo está directamente relacionado con el índice de precios al consumidor y puede ser usado para comparar la riqueza de un individuo promedio para un período anterior al presente o en diferentes países en una misma época.
Como notó Adam Smith, poseer dinero otorga la habilidad de «tener el mando» del trabajo de otros, por lo que el poder adquisitivo puede convertirse en poder sobre otras personas, en tanto estas estén dispuestas a negociar su trabajo o bienes por dinero.

## Cálculo del poder adquisitivo
Si el ingreso monetario se mantiene igual, pero aumenta el nivel de precios, el poder adquisitivo de tal ingreso baja. La inflación no implica siempre un poder adquisitivo decreciente con respecto al ingreso real, pues el ingreso monetario puede aumentar más rápido que la inflación.
Para un índice de precios, su valor en el año base es usualmente normalizado a un valor de 100 en el año base. La fórmula para el poder adquisitivo de una unidad de dinero, por ejemplo, un dólar, relativo a un índice de precios estándar P en un año dado es 1/(P/100). Entonces, el poder adquisitivo de un dólar decrece a la vez que el nivel de precios aumenta.
Así, el poder adquisitivo de una cantidad C de dinero y t años en el futuro puede ser calculada con la fórmula para el valor actual, donde i es una tasa de inflación anual asumida a futuro.
{\displaystyle C_{t}=C(1+i)^{-t}\,={\frac {C}{(1+i)^{t}}}\,}

## Por países

### España
En el período de 2008 a 2017, de crisis económica, mientras el coste de la vida - medido a partir de la evolución del IPC - se encareció en un 12,5%, las percepciones medias de los españoles avanzaron solamente un 5,4%, lo que implica una pérdida de poder adquisitivo de un 7,1%.
Un estudio anterior indicó que de 1997 a 2006 el poder adquisitivo de los españoles había aumentado un 0,4%, mientras la media europea había sido un 15,2% mayor.